# Lichtend Pad

Activiteit van het Lichtend Pad in Peru

De Communistische Partij van Peru (Spaans: Partido Comunista del Perú), beter bekend als het Lichtend Pad (Sendero Luminoso), is een maoïstische guerrillabeweging in Peru, opgericht in 1970 door de filosoof Abimael Guzmán. De volgelingen worden senderistas genoemd. Ze wordt door onder andere Peru, de Verenigde Staten, Canada en de Europese Unie als terroristische organisatie beschouwd. De groep heeft tegenwoordig ongeveer 200 tot 300 leden.
Het doel van de organisatie was om de Peruaanse regering omver te werpen en te vervangen door een communistisch revolutionair boerenregime. De ideologie en handelwijze van de groepering zijn overgenomen van andere maoïstische groepen, zoals de Communistische Partij van Nepal. Nadat Guzmán, bij zijn partijgenoten bekend als Presidente Gonzalo, in 1992 gevangen werd genomen, was de organisatie slechts nog sporadisch actief geweest.
De organisatie is bekend vanwege haar gewelddadige acties tegen gewone boeren, leiders van vakbewegingen, gekozen vertegenwoordigers en de algemene bevolking. Grote aantallen van de Asháninka-indianen werden door hen uitgemoord, tot slavernij gedwongen of onder bedreiging gerekruteerd. Net als de regering in Peru, beschouwt de EU het Lichtend Pad als een terroristische organisatie. Ook wordt de groep in verband gebracht met handel in cocaïne. Naar schatting was het Lichtend Pad in de periode 1970 tot 1999 verantwoordelijk voor ongeveer 30.000 doden. Meer dan 1000 kinderen stierven tussen 1980 en 1991 bij hun terroristische aanslagen en meer dan 3000 kinderen raakten zwaargewond.

## Geschiedenis
Bij het Chinees-Sovjet Conflict en de Rode schisma koos Guzmán en verschillende andere Peruviaanse communisten voor de kant van Mao Zedong. Guzmán was medeoprichter van de maoïstische groep Bandera Roja (Rode Vlag). In juni 1969 nam Guzmán deel aan de ontvoering van een assistent-prefect. Bij de conferentie van de Bandera Roja in 1971 ontstond er een partijscheuring, waarbij de groep rond Guzmán verder ging als Sendero Luminoso (Lichtend Pad), hoewel hun officiële naam Communistische Partij van Peru is. De naam Lichtend Pad komt van José Carlos Mariátegui die verklaarde dat het marxisme-leninisme het lichtende pad naar de revolutie was.
Tijdens de presidentsverkiezingen van mei 1980 werden stembussen gestolen door de groep en in brand gestoken. Paar weken later hingen de communisten in Lima honden aan lantaarnpalen met borden om met de naam Deng Xiaoping – de Chinese leider die volgens het Lichtend Pad de Culturele Revolutie had verraden. Op 23 december 1980 vermoordde het Lichtend Pad een landeigenaar. In deze periode had Guzmán ongeveer 200 tot 300 man onder zijn bevel.
In 1981 werden politiebureaus aangevallen. Om in navolging van Mao een netwerk van volkscommunes te verwezenlijken, vernielden het Lichtend Pad veel publieke gebouwen, stroomlijnen en bruggen. Ook ingenieurs en technici werden vermoord. Guzmán beweerde dat “de triomf van de revolutie zal een miljoen levens kosten”. In 1982 zorgden de aanslagen voor meer dan 200 doden. In januari 1983 schoten de senderistas twee leraren dood voor de ogen van hun studenten. In april 1983 werden 67 burgers gedood door het Lichtend Pad in Lucanamarca met bijlen en messen, waaronder vier kinderen. In 1983 begon het Lichtend Pad een samenwerkingsverband met drugssmokkelaars. Arbeidskampen werden opgezet door het Lichtend Pad in het Amazonegebied, waarbij gevangen boeren moesten werken op cocavelden. In december 1987 ontsnapten 300 verhongerde mannen, vrouwen en kinderen uit deze kampen. Het Lichtend Pad gebruikte kindsoldaten. In 1984 werden meer dan 2600 acties uitgevoerd en meer dan 400 soldaten en politieagenten vermoord. Leden van de regerende partij werden vermoord en werden teruggevonden met afgesneden oren, tongen en uitgestoken ogen. Eind jaren 80 liet Guzmán verschillende leden van Lichtend Pad vermoorden, omdat zij “verraders waren door het volgen van een bourgeoisie-lijn”.
Het Lichtend Pad werd in de jaren 1980 een van de meest meedogenloze terreurgroepen in het westelijk halfrond. Het Lichtend Pad heeft zowel bomaanslagen als sluipmoorden gepleegd. Ook liet het bommen ontploffen tijdens een vredesproces in Peru. Dat deed de beweging door een bom onder de auto van de Amerikaanse ambassadeur die bij het proces aanwezig was af te laten gaan. Het doel van het Lichtend Pad was het vernietigen van de instituten en de universiteiten van Peru om vervolgens een revolutionair bewind op te bouwen. Ook wilde het Lichtend Pad Peru van de rest van Amerika isoleren en de rivaliserende inheemse guerrillabeweging Revolutionaire Beweging Tupac Amaru (MRTA) vernietigen.
Ook na de arrestatie van Guzmán ging het Lichtend Pad door met aanslagen op de Peruaanse overheid en het leger. Ook pleegden ze overvallen op kleine dorpen. In 2000 begon de Peruaanse regering aan het oppakken van leden van het Lichtend Pad in de valleien van de Huallaga en de Apurímac, waar de beweging haar aanvallen voorbereidde. Ondanks veel bedreigingen is het Lichtend Pad sindsdien niet meer in staat gebleken om een belangrijke verandering in de Peruaanse samenleving te brengen. In februari 2012 raakte de toen belangrijkste leider van Lichtend Pad, de vijftigjarige Florindo Eleuterio Flores, bijgenaamd Kameraad Artemio zwaargewond in de jungle, volgens president Humala door een legeractie. Hij werd gearresteerd. De Peruaanse autoriteiten zeiden dat dit het einde van Lichtend Pad inluidde en kondigde aan de strijd tegen de 'restanten' (overgebleven losse cellen) te zullen opvoeren. In 2011 had Artemio nog gezegd de gewapende strijd te willen opgeven en met de regering te willen onderhandelen over zijn overgave. In maart 2012 werd Walter Diaz Vega (Freddy of Percy genoemd) opgepakt in de regio Alto Huallaga. Hij werd als opvolger van Artemio gezien.
Op 9 april 2012 ontvoerde een cel van Lichtend Pad zo'n dertig bouwvakkers uit een dorp in de buurt van het grootste aardgasveld van Peru. In ruil voor hun loslating eiste de groep tien miljoen dollar losgeld. Korte tijd later werden 23 gijzelaars weer vrijgelaten.